# Cúp quốc gia Scotland 1946–47
 Cúp quốc gia Scotland 1946–47 là mùa giải thứ 62 của giải đấu bóng đá loại trực tiếp uy tín nhất Scotland. Chức vô địch thuộc về Aberdeen khi đánh bại Hibernian trong trận Chung kết.

## Vòng Một
| Đội nhà             | Tỉ số | Đội khách            |
| ------------------- | ----- | -------------------- |
| Aberdeen            | 2 – 1 | Partick Thistle      |
| Albion Rovers       | 3 – 0 | Airdrieonians        |
| Alloa Athletic      | 0 – 8 | Hibernian            |
| Arbroath            | 2 – 2 | Stenhousemuir        |
| Clachnacuddin       | 1 – 1 | East Stirlingshire   |
| Dundee              | 2 – 1 | Celtic               |
| East Fife           | 6 – 2 | Dunfermline Athletic |
| Falkirk             | 2 – 0 | Kilmarnock           |
| Hamilton Academical | 1 – 1 | Third Lanark         |
| Hearts              | 3 – 0 | St Johnstone         |
| Greenock Morton     | 4 – 0 | Edinburgh City       |
| Motherwell          | 3 – 0 | Forfar Athletic      |
| Peterhead           | 1 – 5 | Ayr United           |
| Queen of the South  | 3 – 4 | Raith Rovers         |
| Queen’s Park        | 3 – 0 | Dundee United        |
| Rangers             | 2 – 1 | Clyde                |
| St Mirren           | 2 – 3 | Dumbarton            |
| Stranraer           | 0 – 5 | Cowdenbeath          |

### Đá lại
| Đội nhà            | Tỉ số | Đội khách           |
| ------------------ | ----- | ------------------- |
| East Stirlingshire | 5 – 1 | Clachnacuddin       |
| Stenhousemuir      | 0 – 2 | Arbroath            |
| Third Lanark       | 2 – 1 | Hamilton Academical |

## Vòng Hai
| Đội nhà   | Tỉ số | Đội khách          |
| --------- | ----- | ------------------ |
| East Fife | 5 – 1 | East Stirlingshire |
| Aberdeen  | 8 – 0 | Ayr United         |

## Vòng Ba
| Đội nhà   | Tỉ số | Đội khách       |
| --------- | ----- | --------------- |
| Hearts    | 2 – 1 | Cowdenbeath     |
| Aberdeen  | 1 – 1 | Greenock Morton |
| Arbroath  | 5 – 4 | Raith Rovers    |
| Dumbarton | 2 – 0 | Third Lanark    |
| Dundee    | 3 – 0 | Albion Rovers   |
| East Fife | 3 – 1 | Queen’s Park    |
| Falkirk   | 0 – 0 | Motherwell      |
| Rangers   | 0 – 0 | Hibernian       |

### Đá lại
| Đội nhà         | Tỉ số | Đội khách |
| --------------- | ----- | --------- |
| Hibernian       | 2 – 0 | Rangers   |
| Greenock Morton | 1 – 2 | Aberdeen  |
| Motherwell      | 1 – 0 | Falkirk   |

## Tứ kết
| Đội nhà   | Tỉ số | Đội khách  |
| --------- | ----- | ---------- |
| Dundee    | 1 – 2 | Aberdeen   |
| Arbroath  | 2 – 1 | Hearts     |
| East Fife | 0 – 2 | Motherwell |
| Hibernian | 2 – 0 | Dumbarton  |

## Bán kết
| Hibernian                            | v | Motherwell            |
| ------------------------------------ | - | --------------------- |
| Eddie Turnbull 18' · Hugh Howie 141' |   | Willie Kilmarnock 57' |

| Arbroath | v | Aberdeen              |
| -------- | - | --------------------- |
|          |   | Stan Williams 43' 70' |

## Chung kết
| Aberdeen                    | v          | Hibernian      |
| --------------------------- | ---------- | -------------- |
| Hamilton 36' · Williams 42' | Soccerbase | Cuthbertson 1' |

### Đội bóng
| ABERDEEN:              |  |                  |
|                        |  |                  |
| GK                     |  | George Johnstone |
| RB                     |  | Pat McKenna      |
| LB                     |  | George Taylor    |
| RH                     |  | Joe McLaughlin   |
| CH                     |  | Frank Dunlop     |
| LH                     |  | Willie Waddell   |
| RW                     |  | Tony Harris      |
| IR                     |  | George Hamilton  |
| CF                     |  | Stan Williams    |
| IL                     |  | Archie Baird     |
| LW                     |  | Willie McCall    |
| ’‘‘Huấn luyện viên:’’’ |  |                  |
| Dave Halliday          |  |                  |

| HIBERNIAN:             |  |                  |
|                        |  |                  |
| GK                     |  | Jimmy Kerr       |
| RB                     |  | Jock Govan       |
| LB                     |  | Davie Shaw       |
| RH                     |  | Hugh Howie       |
| CH                     |  | Peter Aird       |
| LH                     |  | Sammy Kean       |
| RW                     |  | Gordon Smith     |
| IR                     |  | Willie Finnigan  |
| CF                     |  | John Cuthbertson |
| IL                     |  | Eddie Turnbull   |
| LW                     |  | Willie Ormond    |
| ’‘‘Huấn luyện viên:’’’ |  |                  |
| Willie McCartney       |  |                  |